# Superkompensacja
Superkompensacja – okres zwiększonej wydolności po okresie wypoczynku po treningu i powrocie do stanu wyjściowego. To podstawa budowania formy, zwiększania możliwości funkcjonalnych organizmu oraz wydolności wysiłkowej narządów, a także przy spełnieniu określonych warunków (racjonalny trening siłowy i zwiększona podaż białka) ich morfologicznego rozrostu.